# Jazłowiec (gmina)
Gmina Jazłowiec – dawna gmina wiejska funkcjonująca w latach 1941–1944 pod okupacją niemiecką w Polsce. Siedzibą gminy był Jazłowiec.
Gmina Jazłowiec została utworzona przez władze hitlerowskie z terenów okupowanych przez ZSRR w latach 1939–1941: zniesionych gmin Jazłowiec I (w całości – gromada Jazłowiec) i Jazłowiec II (w całości - gromady Beremiany, Browary, Duliby, Nowosiółka Jazłowiecka, Pożeże, Przedmieście, Zaleszczyki Małe i Żnibrody), należących przed wojną do powiatu buczackiego w woj. tarnopolskiem. Gmina weszła w skład powiatu czortkowskiego (Kreishauptmannschaft Czortków), należącego do dystryktu Galicja w Generalnym Gubernatorstwie. W skład gminy wchodziły miejscowości: Beremiany, Browary, Duliby, Jazłowiec, Nowosiółka Jazłowiecka, Pożeże, Przedmieście, Zaleszczyki Małe i Żnibrody.
Po wojnie obszar gminy wszedł w struktury administracyjne ZSRR.